# François Daubinet
 (avril 2024).
François Daubinet, né en 1988, est un chef pâtissier français.

## Biographie
François Daubinet entame son parcours dans la pâtisserie à l'âge de 15 ans, en intégrant les Compagnons du Devoir où il reçoit une formation en pâtisserie, la boulangerie et la chocolaterie,.
Après huit ans de formation en France, François Daubinet poursuit son apprentissage aux États-Unis, travaillant chez Financier Pâtisserie et dans la cuisine étoilée de Daniel Boulud à New York.
De retour en France en 2011, François Daubinet intègre les équipes de l’Hôtel de Crillon, et ensuite la brigade de Christophe Michalak au Plaza Athénée,.
En 2015, il devient chef pâtissier au Taillevent à Paris.
En juillet 2017, François Daubinet prend la tête de la création sucrée chez Fauchon, où il restera presque cinq ans,.

## Livre
- François Daubinet, Victoire Loup, Géraldine Martens et Raphaëlle Le Baud, Inspirations - 10 histoires de création en pâtisserie, Éditions de La Martinière, 2023, 240 p. (ISBN 979-1-0401-1178-8).

## Télévision
- Le Meilleur Pâtissier saison 8 - 9e épisode : Princes et princesses